# Szyringa
Szyringa (ros. Ширинга) – osiedle w Rosji, w Buriacji, w rejonie jerawnińskim. W 2021 liczyło 498 mieszkańców.